# Centro cívico
Centro cívico é o conceito idealizado como sendo uma região políticoadministrativa e/ou uma área destinada ao encontro de vários orgãos e entidades administrativas/culturais de uma região, cidade ou estado. Este conceito chegou ao Brasil através do projeto elaborado pela empresa americana T.P.A. - Town Planning Associates - dos arquitetos Sert e Wiener para a Cidade dos Motores no Rio de Janeiro na década de 1940. O primeiro arquiteto brasileiro a propor um centro cívico foi Affonso Eduardo Reidy, com seu projeto para a área resultante do desmonte do morro Santo Antônio, no Rio de Janeiro em 1948.
Os centros cívicos existentes em várias cidades brasileiras foram inspirados nos “civic centers” americanos e o de Curitiba (Bairro Centro Cívico) foi o primeiro do Brasil..
O nome 'centro cívico', em seu sentido literal estrito, significa Centro do Cidadão.